# Notocotylus atlanticus
Notocotylus atlanticus är en plattmaskart. Notocotylus atlanticus ingår i släktet Notocotylus och familjen Notocotylidae. Inga underarter finns listade i Catalogue of Life.